# Phylloscartes ceciliae
Phylloscartes ceciliae là một loài chim trong họ Tyrannidae.